# Гюр махале
Гюр махале (на гръцки: Λυκοφωλιά, Ликофолия, до 1927 година  Γιούρ Μαχαλέ, Гюр махале) е бивше село в Република Гърция, разположено на територията на дем Драма в област Източна Македония и Тракия.

## География
Селото е разположено в Родопите, източно от Осеница (Сидиронеро).

## История
В началото на XX век Гюр махале е село в Драмска кааза на Османската империя. Населението му вероятно е турско.
След Междусъюзническата война от 1913 година селото остава в пределите на Гърция. В 1919 година е споменато при формирането на община Осеница като напуснато село. В 1923 година селото е обновено и в него са настанени 7 бежански семейства с 25 души. В 1927 година името на селото е променено на Ликофолия. Селото не фигурира в преброяването от 1928 година.